# جیووانی دگنی
جیووانی دگنی (انگلیسی: Giovanni Degni; ۲۸ سپتامبر ۱۹۰۰ – ۲ نوامبر ۱۹۷۵) بازیکن فوتبال اهل ایتالیا بود.
از باشگاه‌هایی که در آن بازی کرده‌است می‌توان به باشگاه فوتبال کاتانیا، باشگاه فوتبال آ.اس. رم، و باشگاه فوتبال لچه اشاره کرد.